# Konrad von Stoffel
Meister Konrad von Stoffel (auch von Stoffeln, von Stofelen, Eigenbezeichnung von stoffel maister cunrat) ist ein deutscher Dichter des 13. Jahrhunderts.
Sein einziges bekanntes Werk, Gauriel von Muntabel oder der Ritter mit dem Bock, ist ein höfischer Versroman über einen Stoff der Artusepik im Umkreis der Iweinhandlung, von dem der Verfasser angibt, dass er seine Vorlage in Spanien erwarb („Zuo hispania ere daz puoch gewan“). Er ist in zwei späten Handschriften überliefert, von denen die erste, erhalten in der Fürstenbergischen Bibliothek zu Donaueschingen (heute Badische Landesbibliothek, Hs. Don. 86), eine umfangreichere Fassung mit 5642 Versen enthält und aus dem 15. Jahrhundert stammt, während die zweite, heute in der Universitäts- und Landesbibliothek Tirol, auf das Jahr 1456 datiert ist und eine kürzere, wahrscheinlich durch Kürzungen und Auslassungen entstandene Fassung enthält.
Die Hinweise des Textes auf Verfasser und Herkunft des Stoffes finden sich nur in der Donaueschinger Handschrift. Konrad bezeichnet sich dort einerseits als „maister“ und andererseits als „werder fryer man“. In älterer Forschung wurde er zuweilen mit einem 1282–1284 urkundlich bezeugten Straßburger Domherr identifiziert. Laut Wolfgang Achnitz lassen sich fünf verschiedene Personen namens Konrad von Stoffeln/Stöffeln unterscheiden, die als Dichter des Gauriel von Muntabel in Frage kommen. Der Straßburger Domherr scheidet aber aus. Von allen vier Personen namens Konrad in der Gönninger Linie der Edelfreien von Stöffeln könnte der Dichter mit Konrad von Stöffeln (genannt 1287–1300), Bruder des Kuno und Albrecht und Sohn des Albert und der Adelheid von Stöffeln identifiziert werden.

## Ausgaben
- Ferdinand Khull (Hrsg.): Konrad von Stoffeln, Gauriel von Muntabel. Eine höfische Erzählung aus dem 13. Jahrhunderte. Zum ersten Male herausgegeben. Mit einem Nachwort und Literaturverzeichnis von Alexander Hildebrandt. Nachdruck der Ausgabe von 1885, Verlag Zeller, Osnabrück 1969.
- Wolfgang Achnitz (Hrsg.): Der Ritter mit dem Bock: Konrads von Stoffeln »Gauriel von Muntabel«. Neu herausgegeben, eingeleitet und kommentiert. Niemeyer, Tübingen 1997 (= Texte und Textgeschichte, 46), ISBN 3-484-36046-1